# Triterpenos de abedul
Los triterpenos de abedul, comercializados bajo la marca Filsuvez, son un extracto de corteza de abedul que se utiliza como medicación tópica para el tratamiento de la epidermólisis ampollar. Los ingredientes activos son triterpeno s extraídos de la corteza exterior del abedul plateado (Betula pendula) y del abedul pubescente (Betula pubescens).
Los efectos secundarios más comunes incluyen complicaciones de la herida. Otros efectos secundarios comunes incluyen reacciones cutáneas en el sitio de aplicación, infecciones de la herida, prurito (picazón) y reacciones de hipersensibilidad (alérgicas).
Los triterpenos de abedul fueron aprobados para uso médico en la Unión Europea en junio de 2022, y en los Estados Unidos en diciembre de 2023.

## Usos médicos
La epidermólisis ampollosa es una enfermedad hereditaria de la piel que la vuelve muy frágil y causa ampollas y cicatrices graves. Los triterpenos de abedul se utilizan en dos tipos de epidermólisis ampollosa: la distrófica y la juntural, para tratar heridas cutáneas de espesor parcial. Se trata de heridas en las que se han dañado las capas superiores de la piel.
Los triterpenos de abedul están indicados para el tratamiento de heridas de espesor parcial asociadas con la epidermólisis ampollosa distrófica y de la unión en personas de seis meses de edad y mayores. La Administración de Alimentos y Medicamentos (FDA) de los Estados Unidos lo considera un medicamento de primera clase.

## Efectos secundarios
Los efectos secundarios más comunes incluyen complicaciones de la herida. Otros efectos secundarios comunes incluyen reacciones cutáneas en el sitio de aplicación, infecciones de la herida, prurito (picazón) y reacciones de hipersensibilidad (alérgicas).

## Farmacología

### Mecanismo de acción
El principio activo de los triterpenos de abedul es el extracto de corteza de abedul (como extracto seco, refinado) de Betula pendula Roth/Betula pubescens Ehrh. (equivalente a 0,5‑1,0 g de corteza de abedul), que incluye 84‑95 mg de triterpenos calculados como la suma de betulina, ácido betulínico, eritrodiol, lupeol y ácido oleanólico. Se desconoce el mecanismo de acción de los triterpenos de abedul en el tratamiento de heridas asociadas con la epidermólisis bullosa. Se cree que funciona modulando los mediadores inflamatorios y estimulando la diferenciación y migración de los queratinocitos, promoviendo así la cicatrización y el cierre de las heridas.

### Farmacodinamia
Se desconoce la farmacodinamia de los triterpenos del abedul.

## Historia
La FDA de EE. UU. aprobó los triterpenos de abedul basándose en la evidencia de un ensayo clínico (NCT03068780) de 223 participantes con epidermólisis ampollosa distrófica y de la unión. La eficacia y seguridad de los triterpenos de abedul para el tratamiento de heridas de espesor parcial asociadas con la epidermólisis ampollosa hereditaria se evaluó en un ensayo aleatorizado, doble ciego, controlado con placebo en participantes de seis meses de edad y mayores con epidermólisis ampollosa distrófica y epidermólisis ampollosa de la unión. El criterio de valoración principal fue la proporción de sujetos con el primer cierre completo de la herida objetivo el día 45 de la fase doble ciego de 90 días del estudio, según la evaluación clínica del investigador. El ensayo se llevó a cabo en 49 sitios en 26 países, incluidos Argentina, Australia, Austria, Bélgica, Brasil, Chile, Colombia, Croacia, la República Checa, Dinamarca, Francia, Alemania, Grecia, Hong Kong, Hungría, Irlanda, Israel, Italia, Rumania, Rusia, Serbia, Singapur, España, Suiza, el Reino Unido y los Estados Unidos. Hubo 14 participantes inscritos en los Estados Unidos y 209 participantes fueron inscritos fuera de los Estados Unidos.

## Sociedad y cultura

### Estatus legal
En abril de 2022, el Comité de Medicamentos de Uso Humano (CHMP) de la Agencia Europea de Medicamentos (EMA) emitió un dictamen positivo, recomendando la concesión de una autorización de comercialización para el medicamento Filsuvez, destinado al tratamiento de la epidermólisis ampollar. El solicitante de este medicamento es Amryt Pharmaceuticals DAC. Los triterpenos de abedul fueron aprobados para uso médico en la Unión Europea en junio de 2022, y en Estados Unidos en diciembre de 2023.

## Lectura adicional
- Rastogi S, Pandey MM, Kumar Singh Rawat A (enero de 2015). «Medicinal plants of the genus Betula--traditional uses and a phytochemical-pharmacological review». Journal of Ethnopharmacology 159: 62-83. PMC 7126499. PMID 25449458. doi:10.1016/j.jep.2014.11.010.

- Datos: Q124401901